# Ierse stepdance
Ierse stepdance is een dansvorm uit Ierland die afgeleid is van traditionele Ierse dansvormen. Het stepdansen is sinds de optredens van de bekende Riverdance show en zijn opvolgers sterk gestegen in populariteit.

## Herkomst van Ierse stepdance

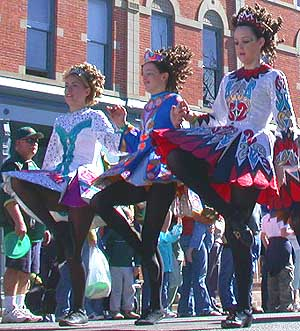
Ierse stepdancers tijdens de St. Patrick's Day parade in Fort Collins, Colorado

De dans- en muziektradities in Ierland hebben zich waarschijnlijk samen ontwikkeld. De wortels van de danstraditie liggen mogelijk in voor-christelijke tijd. De dansen werden later beïnvloed door vormen van het Europese vasteland, met name de quadrille-dansen. Reizende dansmeesters gaven daarin les tot begin 1900.
Stepdancing in haar huidige vorm is direct afgeleid van sean-nós ("oude stijl") stepdancing. In feite zijn er in Ierland vele vormen van stepdancing (zoals bijvoorbeeld de Connemara-stijl stepdancing), maar de meest bekende stijl is de Munster-stijl (ook wel zuidelijke stijl genoemd). Deze stijl is geformaliseerd door An Coimisiún le Rincí Gaelacha ("The Irish Dancing Commission"), die voor het eerst bijeenkwam in 1930. "An Coimisiún" is gegroeid uit een onderdeel van de Gaelic League tijdens de zogenoemde "Modern Revival".
Ierse stepdancing heeft zeer exacte regels over wat mag en wat niet mag en wanneer. Maar binnen deze regels is ruimte geschapen voor innovatie en variatie. Op die manier kan stepdance toch evolueren binnen de originele regels.
De traditie van stepdancing is nooit compleet verdwenen. In de negentiende eeuw verspreidde de Ierse diaspora de Ierse dans over de gehele wereld, met name naar Noord-Amerika en Australië.
Er is geen eenduidige verklaring voor de unieke gewoonte om bovenlichaam en armen stijf te houden. De verklaringen variëren van puur ruimtegebrek (dansen op een neergelegde deur), via een protest tegen de Engelse bezetting tot een verbod van de Katholieke Kerk (ter voorkoming van frivool en immoreel gedrag). Waarschijnlijker is echter dat men bovenlichaam en armen stijf hield om meer nadruk te leggen op het voetenwerk. Aangezien bij wedstrijden de juryleden dat beloonden met hogere punten, werd deze trend snel overgenomen door andere dansers.

## Dansen
Ierse solo stepdances zijn onder te verdelen in twee groepen, afhankelijk van de schoenen die gedragen worden: harde schoen- en zachte schoen-dansen.
Reels, slip jigs, hornpipes en jigs (zowel zachte schoen als harde schoen) zijn allen typen Ierse stepdance en derhalve ook typen Ierse traditionele muziek. Reels zijn in tweekwartsmaat of vierkwartsmaat. Slip Jigs zijn in negenachtstenmaat en worden beschouwd als de meest gracieuze van de dansen. Hornpipes zijn in tweekwartsmaat of vierkwartsmaat en worden gedanst met een harde schoen. Bij wedstrijden worden er drie jigs gedanst: de "light jig", de "single jig" en de "treble jig" (ook wel de "double jig" genoemd). De light en single jigs zijn in zesachtstensmaat en worden met een zachte schoen gedanst terwijl de treble jig in een langzame zesachtstenmaat wordt gedanst met een harde schoen.
De eigenlijke passen in Ierse stepdance zijn doorgaans voor elke school of leraar uniek. De passen worden door de Ierse dansleraren ontwikkeld specifiek voor hun leerlingen of school. Elke dans is opgebouwd uit dezelfde basiselementen (passen) maar de dans zelf is uniek. Zeer regelmatig ontstaan er nieuwe choreografieën wat "An Coimisiun" heeft doen besluiten het filmen van wedstrijden te verbieden teneinde kopiëren van dansen te voorkomen.
Elke pas is een reeks van voetbewegingen, beenbewegingen en sprong met een lengte van 8 maten voor de "rechtervoet" welke daarna wordt herhaalt voor de "linkervoet". Harde schoen-dansen omvatten onder meer "clicking" (het tegen elkaar slaan van de hielen), "trebles" (het tegen de vloer slaan van de tenen), "stamps" (waarbij met de hele voet tegen de grond geslagen wordt) en in toenemende mate gecompliceerde combinaties van "taps" (waarbij tenen en hielen tegen de grond slaan).
Er zijn twee soorten harde schoen-dans: de solo dans, zoals de hornpipe en de treble jig, en de traditionele set dances. ook dit zijn solo dansen, ondanks dat ze dezelfde naam hebben als set dansen. Er zijn ongeveer 30 solo set dans muziekstukken, voornamelijk jigs en hornpipes. Deze muziekstukken verschillen in tempo om moeilijkere passen mogelijk te maken voor dansers op hoger niveau. De dansleraren maken dikwijls choreografieën voor de moderne niet-traditionele sets voor hun dansers op deze speciale muziekstukken.
De muziek en passen voor elke traditionele set werden ontworpen en vastgelegd door de dansmeesters uit het verleden. Onder auspiciën vanAn Coimisiún wordt het nu doorgegeven aan de jongere generaties als onderdeel van de rijke historie van het stepdancing. Vandaar ook de betiteling traditionele set. Er worden ongeveer 30 traditionele sets gebruikt in het moderne stepdancing, maar de meest gebruikte tijdens wedstrijden zijn de "St. Patrick's Day", de "Blackbird", "Job of Journeywork", "Garden of Daisies", "King of the Fairies" en "Jockey to the Fair". De overige traditionele set dansen worden met name gebruikt bij regionale en landelijke kampioenschappen.
De ceili dansen die gebruikt worden bij wedstrijden zijn "huppeliger" en preciezer dan degenen die in pubs en andere gelegenheden gedanst worden. Er is een lijst van 30 ceili dansen die gestandaardiseerd zijn door An Coimisiun en waarvan de voorgeschreven passen beschreven zijn. Dit zijn de zogenaamde "Boek-dansen", gepubliceerd in het boek "Ar Rinncidhe Foirne". De meeste ceili dansen voor wedstrijden zijn beduidend korter dan de normale versies. Bij de volledige versies zouden de wedstrijden veel te lang duren. Vandaar dat veel stepdancers nooit de volledige dans leren, aangezien de latere delen nooit gebruikt worden bij wedstrijden.
Veel bij An Coimisiun aangesloten dansscholen leggen evenveel nadruk op de ceili-dansen als op de solo-dansen. Deze dansen worden nauwkeurig ingestudeerd aan de hand van het boek waarbij men streeft naar de perfecte interpretatie. In plaatselijke wedstrijden kunnen er ook klassen zijn voor figuurdansen met twee of drie dansers. Dit zijn niet de traditionele boek-dansen maar hebben een choreografie die lijkt op de solo dansen. Dansen voor 4, 6 of 8 dansers kan men ook vaak aantreffen bij wedstrijden maar de boek-dans voor 16 personen komt slechts zelden voor. De wedstrijd "Figuur Choreografie" op de grote jaarlijkse regionale kampioenschappen (Oireachtas) is voor groepen van meer dan 8 dansers en vormt een kans voor de dansleraar om interessante en ingewikkelde choreografieën te tonen. Een winnend team op een Oireachtas verwerft een reputatie voor haar school en leraar, wat bijdraagt aan het belang van de wedstrijd.

## Schoenen

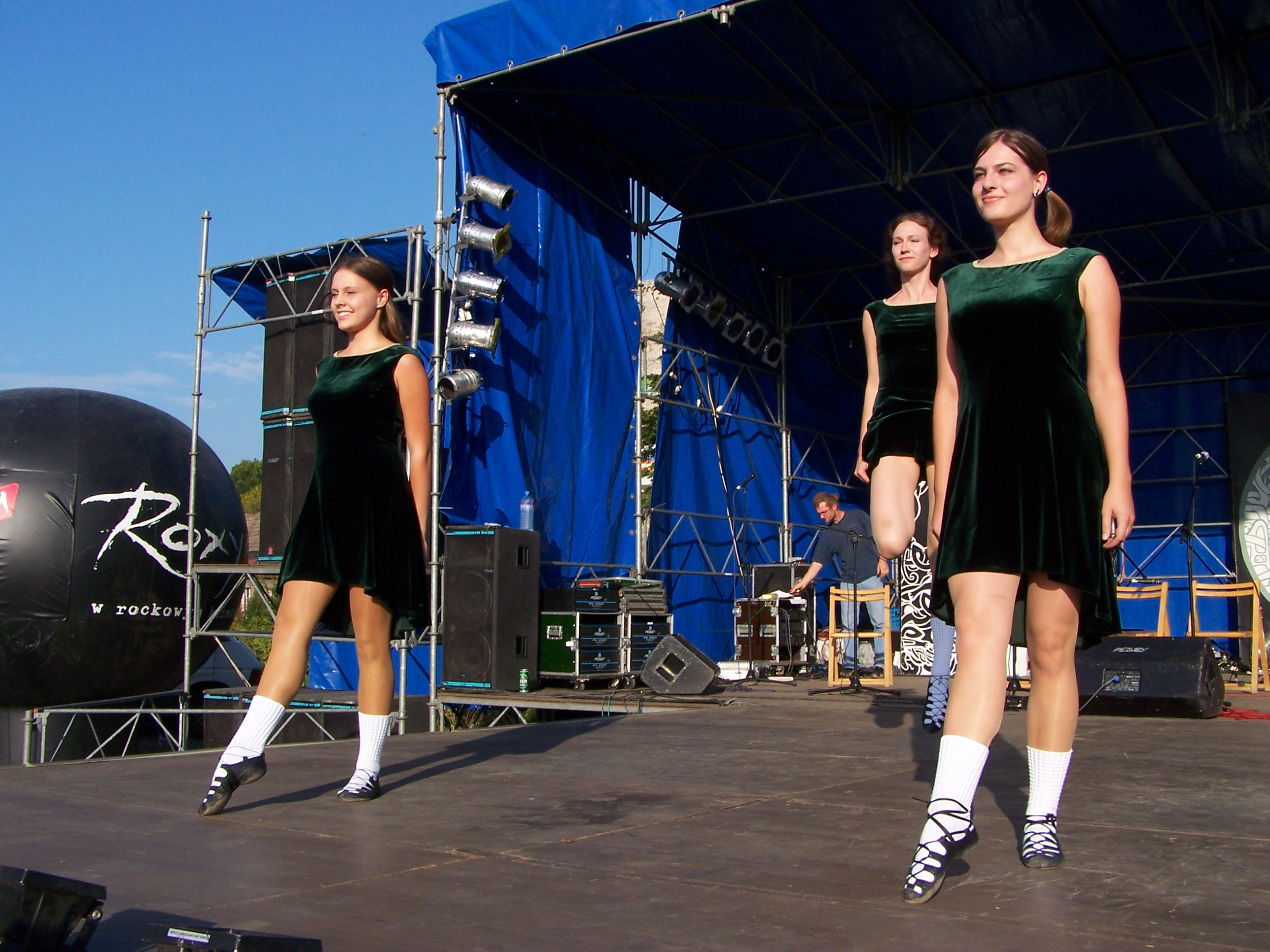
Ierse stepdans. Let op de "ghillies"

Iets van het voetenwerk van zachte schoen-dansen vind je terug in het voetenwerk van de Schotse plattelandsdansen, ondanks dat het twee duidelijke verschillende stijlen zijn. Ook het Amerikaanse tapdansen is beïnvloed door de Ierse stepdance.
Er worden drie verschillende typen schoenen gedragen bij wedstrijden: een harde schoen en twee soorten zachte schoenen. De harde schoen ("heavy shoe" of "jig shoe") lijkt op de tapdansschoen, maar heeft een neus en hiel gemaakt van glasvezel in plaats van metaal. De eerste harde schoenen had versterkingen van hout met metalen spijkers. Het was in de 17e en 18e eeuw heel gebruikelijk om de levensduur van schoenzolen te verlengen door er extra spijkers in te slaan. Dansers gebruikten de geluiden van de spijkers om het ritme te creëren dat de huidige harde schoendansen karakteriseert. Later werden de zolen vervangen door fiberglass of andere materialen om het gewicht van de schoenen te reduceren en extra geluid te verkrijgen bij het voetenwerk.
Elke schoen heeft acht slagpunten: de teen; linker-, rechter- en onderzijde van de punt en de achter-, onder-, linker- en rechterzijde van de hiel. Harde schoenen worden gemaakt van zwart leer met flexibele zolen. Soms wordt de punt van de teen afgeplat zodat de danser op zijn of haar tenen kan staan (zoals balletdansers). Zowel mannen als vrouwen dragen hetzelfde type schoen.
Zachte schoenen, vaak "ghillies" genoemd, lijken meer op balletschoenen, maar zijn gemaakt van zwart leer met een leren zool en een flexibele bovenzijde. Zij hebben veters van de teen tot de enkel en maken feitelijk geen geluid bij het raken van de dansvloer. Zij worden door vrouwelijke dansers gebruikt voor de lichte jig, de reel, de single jig, de slip jig en groepsdansen met twee of meer deelnemers. Zij kunnen ook gedragen worden voor ceili dansen, aangezien deze dansen geen regels hebben voor het te dragen schoeisel.
De tweede soort zachte schoen wordt gedragen door mannelijke dansers. Zij worden "reel shoes" genoemd en lijken op jazzschoenen in zwart leer met fiberglas hielen. De fiberglas hielen kunnen gebruikt worden voor het klikken van de hielen, wat echter wel een andere choreografie vergt dan die van de vrouwelijke dansers.

## Kleding
Bij openbare voorstellingen dragen de dansers kleding die past bij de show die ze geven. Deze kleding is vaak een erg creatieve interpretatie van traditionele Ierse kledingstijlen. Tijdens wedstrijden zijn er verschillende regels en tradities die bepalen wat voor kleding er gedragen wordt.
Juryleden bij wedstrijden beoordelen de dansers in eerste instantie op de uitvoering van hun dans, maar houden ook rekening met de presentatie. Op ieder wedstrijdniveau moeten de dansers hetzij een harde schoen, hetzij een zachte schoen dragen met daarbij witte sokken of panty's. In officiële scholen krullen vrouwelijke dansers hun haar of dragen haarstukjes met krullen. De haarstukjes worden tegenwoordig het meest toegepast. Bij de meer festival gerichte scholen wordt het haar vaak stijl en los gedragen.
Mannen en vrouwen dragen heel verschillende kleding. Vrouwelijke dansers dragen gesteven, geplooide jurken met borduurwerk. Mannelijke dansers droegen voorheen colbertjes en kilts. tegenwoordig draagt men doorgaans een gewone zwarte broek met een kleurig overhemd en zwarte stropdas.
De wedstrijdkleding is belangrijk veranderd sinds het ontstaan van de wedstrijden. Enige generaties terug was de kleding "op z'n Zondags". In de jaren tachtig werd geborduurd fluweel populair. andere populaire materialen werden gaberdine en wol. Tegenwoordig worden tal van materialen gebruikt zoals bijvoorbeeld kant, lovertjes en zijde. De door An Coimisiún le Rincí Gaelacha voorgeschreven jurken hebben een gesteven rok, geplooid in panelen en versterkt met baleinen. Voor festivals worden eenvoudiger ontwerpen gebruikt van vloeiender en ongesteven materialen.

## Competitie
Moderne Ierse stepdance kan overal gegeven worden. De dansleraren moeten echter gecertificeerd zijn door een officiële organisatie, zoals de An Coimisiún le Rincí Gaelacha ("The Irish Dancing Commission"), de Comhdháil Múinteoirí Na Rincí Gaelacha ("The Congress of Irish Dancing Teachers"), de Cumann Rince Náisiúnta ("National Dance Society", oftewel CRN) of de World Irish Dance Association (oftewel WIDA). Alleen leerlingen van gecertificeerde dansleraren kunnen deelnemen aan wedstrijden. Bij An Coimisiún le Rincí Gaelacha en Comhdháil Múinteoirí Na Rincí Gaelacha kunnen dansers enkel deelnemen bij wedstrijden georganiseerd door de organisatie waar de leraar bij is aangesloten. Cumann Rince Náisiúnta en World Irish Dance Association hebben een open platform, wat betekent dat dansers van alle organisaties mee kunnen doen.
Elke organisatie kent een certificeringsproces dat bestaat uit een schriftelijk en een praktijk examen om de bekwaamheid om les te geven in Ierse dans van de kandidaat te testen. Voor elke soort dans (o.a. Ceili dansen en solo dansen) is een apart certificaat nodig.